# وارمینستر
وارمینستر (به انگلیسی: Warminster) یک منطقهٔ مسکونی در انگلستان است که در جنوب غربی انگلستان واقع شده‌است.
latitudeوارمینسترlongitudeوارمینستر

## خصوصیات
وارمینستر ۱۹٬۰۳۶ نفر جمعیت دارد.